# جوشوا مور (كاتب)
جوشوا مور (بالإنجليزية: Joshua Mohr)‏ هو كاتب أمريكي، ولد في 8 يوليو 1976.